# Allendale (Illinois)
Allendale es una villa ubicada en el condado de Wabash en el estado estadounidense de Illinois. En el Censo de 2010 tenía una población de 475 habitantes, y una densidad poblacional de 593,52 personas por kilómetro cuadrado.

## Geografía
Allendale se encuentra ubicada en las coordenadas 38°31′39″N 87°42′37″O / 38.52750, -87.71028. Según la Oficina del Censo de los Estados Unidos, Allendale tiene una superficie total de 0.8 km², de la cual 0.8 km² corresponden a tierra firme y (0 %) 0 km² es agua.

## Demografía
Según el censo de 2010, había 475 personas residiendo en Allendale. La densidad de población era de 593,52 hab./km². De los 475 habitantes, Allendale estaba compuesto por el 99.16 % blancos, el 0.42 % eran afroamericanos, el 0 % eran amerindios, el 0.21 % eran asiáticos, el 0 % eran isleños del Pacífico, el 0.21 % eran de otras razas y el 0 % pertenecían a dos o más razas. Del total de la población el 0.21 % eran hispanos o latinos de cualquier raza.